# Rapolano Terme
Rapolano Terme é uma comuna italiana da região da Toscana, província de Siena, com cerca de 4.771 habitantes. Estende-se por uma área de 83 km², tendo uma densidade populacional de 57 hab/km². Faz fronteira com Asciano, Bucine (AR), Castelnuovo Berardenga, Lucignano (AR), Monte San Savino (AR), Sinalunga, Trequanda.

## Demografia
| Variação demográfica do município entre 1861 e 2011                               |
|                                                                                   |
| Fonte: Istituto Nazionale di Statistica (ISTAT) - Elaboração gráfica da Wikipedia |